# Parafia św. Jakuba Apostoła w Bludesch
Parafia św. Jakuba Większego Apostoła w Bludesch – parafia rzymskokatolicka, administracyjnie należąca do austriackiej diecezji Feldkirch. 